# Ketil Kalv
Ketil Kalv también Ketil Kálf y Kjetil Kalfsson (n. 996), fue un caudillo vikingo, rey de Ringanes, Stange, al sur de Hedmark, Noruega en el siglo X. Era hijo de Kalv Arnmodsson (n. 960), hijo del jarl Arnmod Arnvidarsson. Pertenecía a la dinastía Arnmødinge.
En 1015 se unió a Olaf II el Santo en su ofensiva para obtener el trono noruego,  y se enfrentó al jarl de Lade Sveinn Hákonarson que fue derrotado en la batalla de Nesjar. En 1018 se unió a otros cuatro reyes noruegos opuestos al reinado de Olaf II el Santo, que planeaban una ofensiva contra el monarca manifestando su disposición de acabar con aquella situación en el lugar y forma que fueran pertinentes. Los reyes acordaron reunir a sus nobles para organizar los ejércitos, pero Ketil pasó a la historia como el traidor que advirtió al rey y, en consecuencia, Olaf se dirigió con 400 hombres a Ringsaker antes del amanecer, rodeando la casa donde estaban durmiendo los reyes. Todos fueron hechos prisioneros; al rey Rørek Dagsson le arrancaron los ojos, a Gudrod de Gudbrandsdal le cortaron la lengua, los otros dos fueron desterrados de Noruega y Olaf tomó posesión de sus reinos y en ese momento es cuando el monarca pudo decir que ostentó el título de rey de Noruega.

## Herencia
En 1024 Ketil casó con Gunnhild, hija de Sigurd Syr y Åsta Gudbrandsdatter, por lo tanto medio hermana del rey Olaf quien consideró que era un buen matrimonio porque Ketil era «de noble cuna, rico, sabio y gran caudillo». De esa relación nacieron dos hijos:
- Guthormr, que emigró a Irlanda donde fundó un asentamiento.[5]
- Sigrid Ketillsdatter, que casó con Einar Einarson (993 - 1050), hijo de Einar Tambarskjelve.